# Saint-Gilles-Pligeaux
Saint-Gilles-Pligeaux (bret. Sant-Jili-Plijo) – miejscowość i gmina we Francji, w regionie Bretania, w departamencie Côtes-d’Armor.
Według danych na rok 1990 gminę zamieszkiwały 352 osoby, a gęstość zaludnienia wynosiła 18 osób/km² (wśród 1269 gmin Bretanii Saint-Gilles-Pligeaux plasuje się na 917. miejscu pod względem liczby ludności, natomiast pod względem powierzchni na miejscu 511.).